# Maison de la Truie qui file (Mont-Saint-Michel)
Pour les articles homonymes, voir Maison de la Truie qui file.
La maison de la Truie qui File est un monument situé au Mont-Saint-Michel, en France.

## Localisation
La maison est située dans le département français de la Manche, sur la commune du Mont-Saint-Michel, au pied de l'abbaye.

## Historique
L'édifice est classé au titre des monuments historiques depuis le 15 février 1908.